# Adrian Wielgat
Adrian Wielgat (10 februari 1993, Elbląg) is een Poolse langebaanschaatser.

## Records

### Persoonlijke records
| Afstand     | Tijd     | Datum            | Baan      |
| ----------- | -------- | ---------------- | --------- |
| 500 meter   | 36,76    | 25 november 2017 | Calgary   |
| 1000 meter  | 1.11,15  | 25 november 2017 | Calgary   |
| 1500 meter  | 1.48,07  | 22 oktober 2016  | Inzell    |
| 3000 meter  | 3.46,96  | 7 november 2015  | Calgary   |
| 5000 meter  | 6.19,10  | 1 december 2017  | Calgary   |
| 10000 meter | 13.40,22 | 19 november 2017 | Stavanger |

(laatst bijgewerkt: 3 maart 2018)

## Resultaten
| Jaar | WK Allround             | Olympische Spelen | WK Junioren                 |
| ---- | ----------------------- | ----------------- | --------------------------- |
| 2011 |                         |                   | 44e 1500m 11e achtervolging |
| 2012 |                         |                   | 18e (22e, 18e, 18e, 20e)    |
|      |                         |                   |                             |
| 2017 | NC20 (17e, 23e, 19e, -) |                   |                             |
| 2018 |                         | 22e 5000m         |                             |